# Божик, Растислав
Растислав Божик (словац. Rastislav Božik; 15 августа 1977 года, Нова-Баня, Чехословакия) — словацкий футбольный тренер.

## Карьера
Начинал работать наставником в юношеской команде «Нитра». Затем долгое время входил в тренерские штабы азиатских клубов и сборных.
В 2019—2020 годах Божик работал специалистом по развитию тренерской работы в техническом отделе Монгольской федерации футбола, а также руководил юношескими сборными страны. В октябре 2020 года был назначен на пост главного тренера сборной Монголии.